# Lehrrettungsassistent
Ein Lehrrettungsassistent (kurz: LRA oder LehrRettAss) ist ein Rettungsassistent (kurz: RA oder RettAss) mit Lehrauftrag. Lehrrettungsassistenten haben daher eine zusätzliche Qualifikation im Bereich Methodik/Didaktik.

## Aufgaben
Der Lehrrettungsassistent arbeitet als Dozent an einer Rettungsdienstschule oder als Praxisanleiter im Rettungsdienst und ist für die Aus- und Fortbildung auf Rettungswachen und Lehrrettungswachen zuständig. Der verantwortliche LRA muss Lehr- und Ausbildungspläne erstellen und schließlich die Erfolge kontrollieren und entsprechende Bescheinigungen ausstellen.
Da die Ausbildung und Qualifikation des Lehrrettungsassistenten weder im Rettungsassistentengesetz (RettAssG) noch in der Ausbildungs- und Prüfungsverordnung (RettAssPrV) oder in den Rettungsdienstgesetzen der Länder geregelt ist, haben sich die ausbildenden Hilfsorganisationen (ASB, DRK, JUH, MHD) auf gemeinsame Rahmenbedingungen über die Bezeichnung, die Tätigkeitsbeschreibung, das Anforderungsprofil, die Zulassungsvoraussetzungen, den Ausbildungsgang, die Prüfung und die Fortbildungspflicht geeinigt.

### Aufgabenübersicht
- Vorbereitung (sowohl fachlich als auch organisatorisch) des Rettungswachenpraktikums
- Dokumentationsüberwachung (Berichtshefte etc.)
- Praktikumsbescheinigungen
- Beratung und Unterstützung für die Leitung der Einrichtung in Fragen der rettungsdienstlichen Praktikantenausbildung
- Sicherstellung der notwendigen verwaltungstechnischen Maßnahmen
- Vorbereitung des Praktikanten auf das Abschlussgespräch
- Durchführung des Abschlussgespräches mit dem verantwortlichen Arzt
- Dokumentation und Bescheinigung des Abschlussgesprächergebnisses mit dem verantwortlichen Arzt
- Zusammenarbeit mit rettungsdienstlichen Schulungseinrichtungen
- Ansprechpartner für fachliche Fragen im Rettungsdienst

## Inhalt der (neuen) Richtlinien der Ausbildung

### Rechtskunde
Der Ausbildungsabschnitt Rechtskunde besteht aus 16 Unterrichtseinheiten.
- Rettungsassistentengesetz mit Ausbildungs- und Prüfungsverordnung
- Landesrechtliche Bestimmungen
- 520-Stunden-Regelung des Bund-Länder-Ausschusses Rettungswesen (RettSan Ausbildung)
- Wiederholung zivil- und strafrechtlich relevanter Bestimmungen („Notkompetenz“, „Schweigepflicht“ usw.)
- Arbeits- und Sozialrecht (Ausbildungsvertrag, Tarifrecht, Unfall- und Gesundheitsschutz)
- Die Ausbildung zum Rettungsassistenten (Aufgaben, Stellung etc.)

### Pädagogik/Andragogik
Die Ausbildungsabschnitt Pädagogik/Andragogik besteht aus 72 Unterrichtseinheiten.
- Lernpsychologie
- Lerntheorie
- Wahrnehmungspsychologie
- Motivation
- Lernziele und ihre Operationalisierung
- Unterrichtsmethoden
- Unterrichtsmedien
- Strukturierung von Unterricht/Stoffreduktion
- Organisation des eigenen Lernens/eigene Arbeitstechnik
- Organisation von Aus- und Fortbildung
- Praktische Ausbildung und Praxisanleitung
- Unterrichtsbeispiele mit Schwerpunkten zu den Methoden (Unterrichtsgespräch, Referat, Unterweisung am Arbeitsplatz)

### Soziales Management
Die Ausbildungsabschnitt Soziales Management besteht aus 32 Unterrichtseinheiten.
- Grundlagen der Kommunikation
- Verständnisgrundlagen von Gruppenprozessen (Altersprobleme, Qualifikationsprobleme)
- Fallsimulation mit Nachbesprechung